# Quintin Hogg, baron Hailsham av St Marylebone
Quintin McGarel Hogg, baron Hailsham of St Marylebone, född 9 oktober 1907, död 12 oktober 2001, känd som 2:e viscount Hailsham mellan 1950 och 1963 då han avsade sig sitt ärftliga adelskap, var brittisk advokat och konservativ politiker.
Liksom sin far ansågs Hailsham vara en utmanare om ledarskapet för det konservativa partiet. Han var en av kandidaterna till att efterträda Harold Macmillan som Storbritanniens premiärminister 1963 och avsade sig sin ärftliga pärsvärdighet för att göra det, men förbigicks till förmån för Sir Alec Douglas-Home. Han utnämndes till Life peer 1970 och tjänstgjorde som lordkansler (samma ämbete som tidigare innehafts av hans far) 1970–74 och 1979–87.

## Biografi

### Tidiga år
Hogg föddes i Bayswater, London, och var son till Douglas Hogg, 1:e viscount Hailsham, som var lordkansler under Stanley Baldwin, och sonson till Quintin Hogg, en köpman, filantrop och utbildningsreformator, och en amerikansk mor. Mellannamnet McGarel kommer från Charles McGarel, som hade stort innehav av slavar, och som ekonomiskt sponsrade Quintin Hoggs farfar, också kallad Quintin Hogg, som var McGarels svåger.
Hogg utbildades vid Sunningdale School och sedan Eton College, där han var King's Scholar och vann Newcastle Scholarship 1925. Han gick in i Christ Church, Oxford som stipendiat och han var ordförande för Oxford University Conservative Association och för debattklubben Oxford Union. Han tilldelades första pris i Honours Moderations 1928 och i Literae Humaniores 1930. Han tilldelades ett Prize Fellowship i juridik vid All Souls College 1931. Han blev advokat vid Lincoln's Inn 1932.
Hogg motsatte sig motionen "Att detta hus under inga omständigheter kommer att kämpa för sin kung och sitt land" i 1933 års debatt The King and Country debate vid Oxford Union.

### Politik och andra världskriget
Hogg deltog i sin första valkampanj i valet 1924 och i alla efterföljande valkampanjer fram till sin död. År 1938 valdes Hogg som kandidat till parlamentet i fyllnadsvalet i Oxford. Valet ägde rum strax efter Münchenöverenskommelsen och Labours kandidat Patrick Gordon Walker övertalades att avgå för att tillåta en enad utmaning för de konservativa. A. D. Lindsay, rektor vid Balliol College, ställde upp som en "oberoende progressiv" kandidat. Hogg besegrade med knapp marginal Lindsay, som sades bli förskräckt över den populära sloganen "Hitler vill ha Hogg".
Hogg röstade mot Neville Chamberlain i Norgedebatten i maj 1940 och stödde Winston Churchill. Han tjänstgjorde en kort tid i ökenfälttåget som plutonchef vid skyttebrigaden under andra världskriget. Hans befälhavare hade varit hans samtida på Eton; efter honom och andremannen var Hogg den tredje äldste officeren i bataljonen. Efter en knäskada i augusti 1941, som nästan kostade honom hans högra ben, ansågs Hogg vara för gammal för ytterligare tjänstgöring vid fronten, och tjänstgjorde senare i general "Jumbo" Wilsons stab innan han lämnade armén med majors grad. Inför valet 1945 skrev Hogg ett svar på boken Guilty Men, med titeln The Left Was Never Right.

### Konservativ minister
Hoggs far dog 1950 och Hogg blev invald i överhuset och efterträdde sin far som den andre Viscount Hailsham. Han trodde att hans politiska karriär var över och koncentrerade sig på sin karriär i advokatsamfundet under några år, där han tog examen 1953 och blev chef för sin advokatbyrå 1955, där han efterträdde Kenneth Diplock. När de konservativa återvände till makten under Churchill 1951 vägrade han att komma i fråga för någon ministerpost. År 1956 vägrade han att bli utnämnd till generaldirektör för Postverket under Anthony Eden av ekonomiska skäl, men accepterade utnämningen till First Lord of the Admiralty sex veckor senare. Hans utnämning fick dock skjutas upp på grund av Crabb-affären.
Som förste Amiralitetslord informerades Hailsham om Edens planer på att använda militärt våld mot Egypten, vilket han ansåg vara "galenskap". När Suezkrisen väl hade inletts trodde han dock att Storbritannien inte kunde dra sig tillbaka förrän Suezkanalen hade erövrats. När Lord Mountbatten mitt under operationen hotade att avgå som Förste sjölord i protest, beordrade Hailsham honom skriftligen att stanna kvar i tjänst: han ansåg att Mountbatten hade rätt att skyddas av sin minister, och att han var tvungen att avgå om flottans heder skadades av operationens genomförande. Hailsham förblev kritisk till den dåvarande finansministern Harold Macmillans agerande under krisen och ansåg att han hade lidit av ett nervbrott.
Hailsham blev utbildningsminister 1957 under Macmillan, där han innehade posten i åtta månader, innan han accepterade utnämningen till Lordpresident och ordförande för det konservativa partiet i september 1957. Under hans tid som partiordförande vann det konservativa partiet en anmärkningsvärd seger i valet 1959, som det hade förutspåtts förlora. Kort efter valet blev Hailsham dock åsidosatt och blev minister för vetenskap och teknik, en post han innehade fram till 1964. Hans tid som vetenskapsminister var framgångsrik och han valdes senare in i Royal Society enligt stadga 12 år 1973.
Samtidigt var Hailsham Lordsigillbevarare mellan 1959 och 1960, Lordpresident mellan 1960 och 1964 och ledare för House of Lords mellan 1960 och 1963, efter att ha varit vice ledare mellan 1957 och 1960. Han fick också ett antal specialuppdrag av Macmillan, där han blev minister med särskilt ansvar för idrott 1962-1964, för arbetslösheten i nordöstra Storbritannien mellan 1963 och 1964 och för högre utbildning mellan 1963 och 1964. Hailsham, som inte hade något större intresse för sport, hade inte mycket till övers för sin utnämning till de facto idrottsminister och skrev senare att "tanken på en idrottsminister har alltid förfärat mig. Den luktar diktatur och dessutom den otäckaste sortens populistiska eller fascistiska diktatur."
Hailsham framträdde inför Wolfendenkommittén för att diskutera homosexualitet. Historikern Patrick Higgins sa att han använde det som "ett tillfälle att uttrycka sin avsky". Han sade: "Människans instinkt att beskriva homosexuella handlingar som 'onaturliga' är inte baserad på rena fördomar" och att homosexuella var korrumperande och "en missionerande religion".
I juni 1963, när hans ministerkollega John Profumo var tvungen att avgå efter att ha erkänt att han ljugit för parlamentet om sitt privatliv, angrep Hailsham honom brutalt i TV. Labourpolitikern Reginald Paget kallade detta "en virtuos uppvisning i konsten att sparka en vän i magen". Han tillade: "När njutningslystnad har reducerat en man till Lord Hailshams form, innebär sexuell avhållsamhet inte mer än en känsla av det löjliga".
Den 15 juli anlände han och Averell Harriman till Moskva för att förhandla om kärnvapenprovstopp.

#### Avsägelse av adelstitel och kandidat till partiledarposten för det konservativa partiet

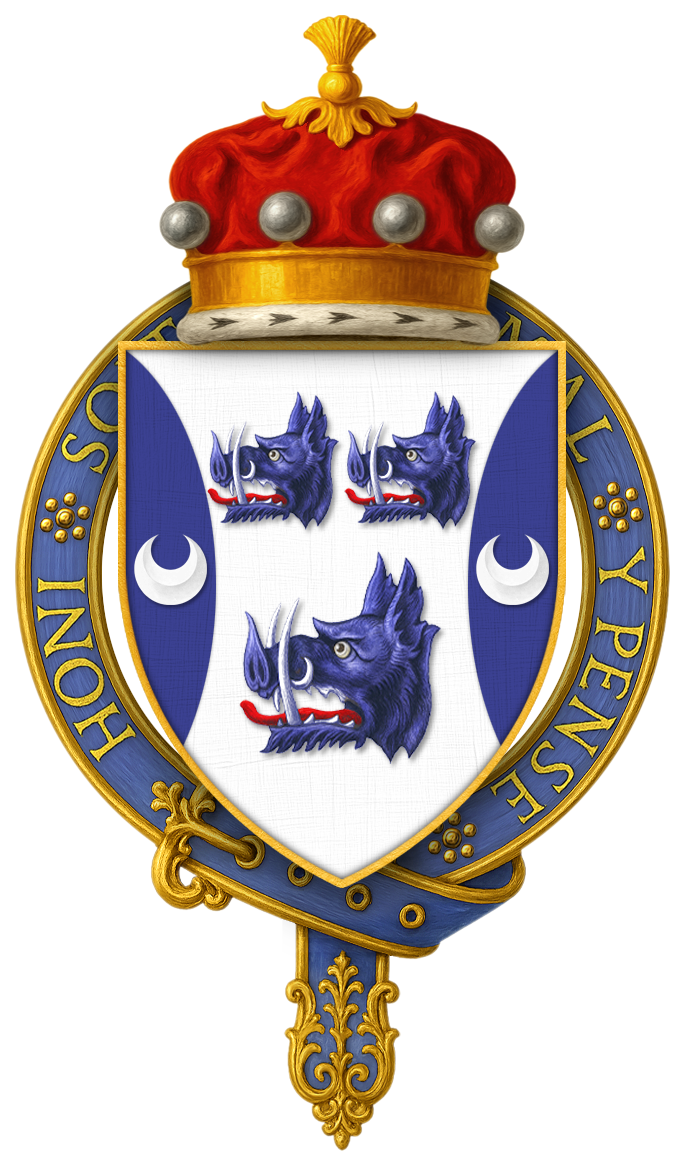
Heraldiskt vapen för Quintin Hogg, Baron Hailsham av St Marylebone, KG, CH, PC, QC, FRS

Hailsham var ledare för överhuset när Harold Macmillan tillkännagav sin plötsliga avgång från premiärministerposten av hälsoskäl i början av det konservativa partiets kongress 1963. Vid den tiden hölls ingen formell omröstning om vem som skulle leda det konservativa partiet. Hailsham, som till en början var Macmillans föredragna efterträdare, tillkännagav att han skulle använda den nyligen antagna pärslagen Peerage Act 1963 för att avsäga sig sin titel och kämpa i ett fyllnadsval och återvända till underhuset. Hans publicitetssökande upptåg på partikonferensen – som att mata sin lilla dotter offentligt, och låta sina anhängare dela ut "Q"-märken (för Quintin) – ansågs vulgära på den tiden, så Macmillan uppmuntrade inte äldre partimedlemmar att välja honom som sin efterträdare.
På inrådan av Macmillan valde drottningen till slut Sir Alec Douglas-Home att efterträda Macmillan som premiärminister. Hailsham avsade sig dock sin pärsvärdighet den 20 november 1963 och blev återigen Quintin Hogg. Han kandiderade och valdes till parlamentsledamot för St Marylebone, sin fars gamla valkrets, i 1963 års fyllnadsval i St Marylebone.
Hogg var känd som kampanjarbetare för sin robusta retorik och teatraliska gester. Han var vanligtvis i god form när det gällde att hantera häcklare, en värdefull färdighet på 1960-talet, och var framträdande i valet 1964. En kväll när han höll ett politiskt tal hyllades han av sina anhängare när han lutade sig över talarstolen och pekade på en långhårig häcklare. Han sade: "Se nu här, herre eller fru, vad det nu kan vara, vi har fått nog av er!" Polisen kastade ut mannen och folkmassan applåderade och Hogg fortsatte som om ingenting hade hänt. En annan gång, när en Labour-anhängare viftade med ett Harold Wilson-plakat framför sig, slog Hogg till det med sin käpp.

#### Lordkansler
Hogg tjänstgjorde i det konservativa skuggkabinettet under Wilsons regering och byggde upp sin advokatpraktik där en av hans klienter var premiärministern och den politiske motståndaren Harold Wilson. När Edward Heath vann valet 1970 blev Hogg utnämnd till Life peer som Baron Hailsham av St Marylebone, av Herstmonceux i grevskapet Sussex, samt blev lordkansler. Hogg var den förste som återvände till överhuset som Life peer efter att ha avsagt sig en ärftlig pärsvärdighet. Hailshams val av Lord Widgery som Lord Chief Justice of England and Wales kritiserades av hans motståndare, även om han senare upprättade sig själv i professionens ögon genom att utse Lord Lane till Widgerys efterträdare. Hans utnämning till lordkansler väckte en viss munterhet. I oktober 1962 hade han berättat för en journalist (Logan Gourlay från Daily Express) att när han hade ärvt sin titel hade han tänkt att om Toryregeringen satt vid makten 1970 "skulle någon åsna kunna göra mig till lordkansler".
Under sin första mandatperiod som lordkansler övervakade Hailsham antagandet av Courts Act 1971, som i grunden reformerade den engelska rättvisan genom att avskaffa de gamla lokala domstolarna, som ersattes av permanenta domstolar. Genom lagen inrättades också ett enhetligt domstolsväsen under Lord Chancellor's Department, som till följd av detta expanderade avsevärt. Han lotsade också igenom Heaths kontroversiella Industrial Relations Act 1971, som inrättade den kortlivade National Industrial Relations Court.
Hailsham meddelade att han skulle avgå efter slutet av Heaths regering 1974. Han populariserade termen "valdiktatur" 1976 och skrev senare en detaljerad utläggning, The Dilemma of Democracy. Efter sin andra hustrus tragiska död i en ridolycka bestämde han sig dock för att återvända till den aktiva politiken, först som skuggminister utan portfölj i Edward Heaths och Margaret Thatchers skuggkabinett, sedan igen som lordkansler från 1979 till 1987 under Margaret Thatcher.
Hailsham betraktades allmänt som en traditionalistisk lordkansler. Han lade stor vikt vid de traditionella rollerna på sin post och satt oftare i överhusets appellationskommitté än någon av sina föregångare efter kriget. Utnämningen av deputerade att presidera över överhuset gjorde det möjligt för honom att ägna mer tid åt juridiskt arbete, även om han själv ofta satt på "Woolsack". Han var en beskyddare av det engelska advokatsamfundet och motsatte sig utnämningen av advokatbiträden och utvidgningen av deras rätt att företräda advokater. Han var dock ansvarig för att genomföra den långtgående reformen av domstolsväsendet 1971 och förespråkade lagreformer och lagkommissionens arbete.

### Pensionering

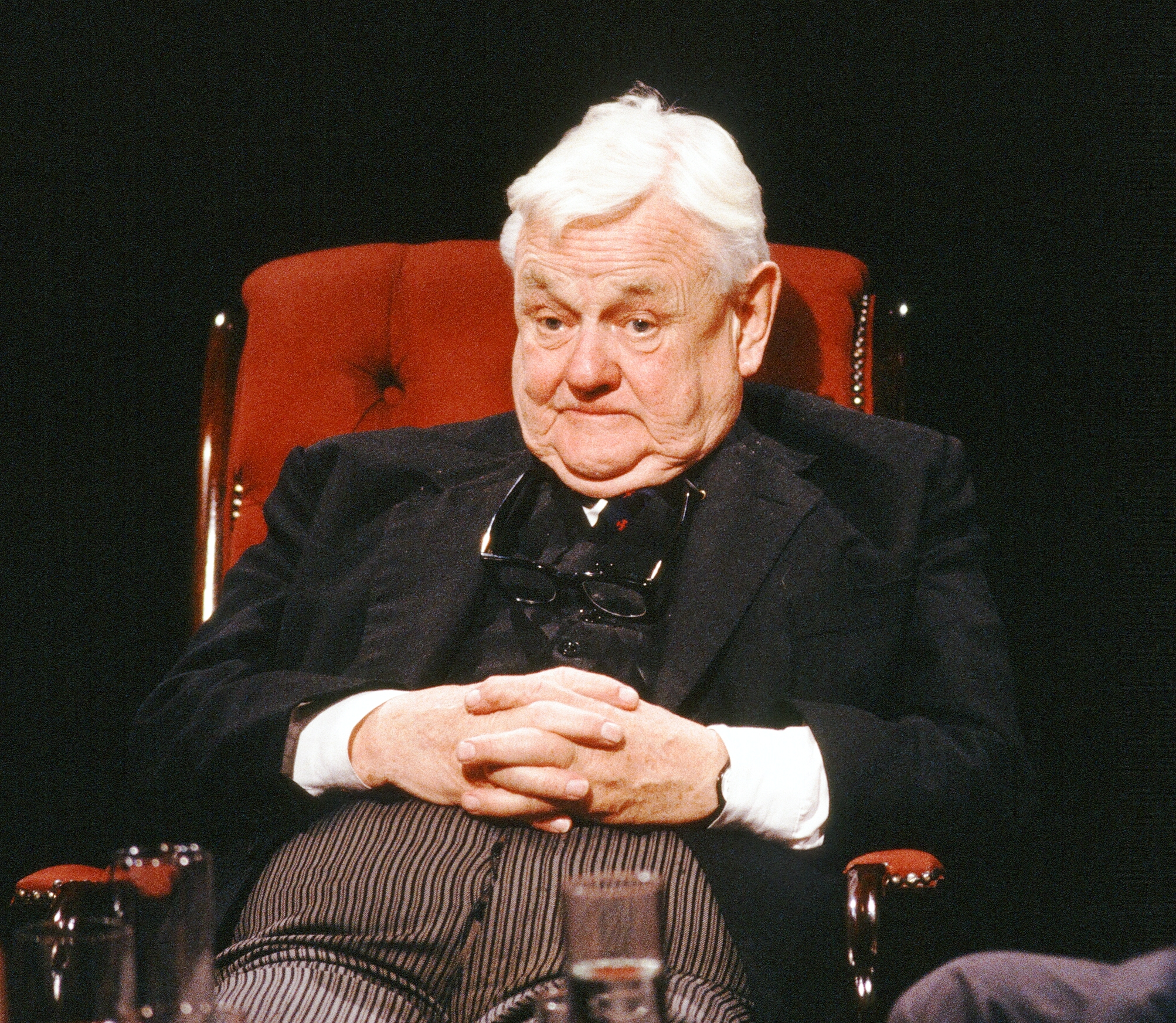
Lord Hailsham 1988

Efter sin pensionering motsatte sig Hailsham kraftfullt Thatcher-regeringens planer på att reformera advokatkåren. Han motsatte sig införandet av resultatbaserade arvoden och påpekade att yrkena "inte var som speceriaffären i hörnet av en gata i en stad som Grantham" – en hänvisning till Margaret Thatchers ursprung – och hävdade att Courts and Legal Services Act (1990) åsidosatte "nästan varje metodisk princip som lagreformen borde locka till" och inte var någon av de viktigaste principerna. mindre än ett försök att "nationalisera yrket och en del av rättsväsendet".
Mot slutet av sitt liv drabbades Hailsham av depression, som han till viss del hanterade genom sin livslånga kärlek till klassisk litteratur.
Hailsham förblev en aktiv, om än halvt avskild, medlem av All Souls Colleges styrande organ nästan fram till sin död.

### Hedersbetygelser
Utöver sina pärsvärdigheter utnämndes han till medlem av Order of the Companions of Honour 1974 och till riddare av Strumpebandsorden 1988.

## Familj
Hailsham var gift tre gånger. Han gifte sig första gången 1932 med Natalie Sullivan. Äktenskapet upplöstes 1943 efter att han återvänt från kriget för att hitta henne, som han senare uttryckte det i en TV-intervju, "inte ensam": hon var tillsammans med den franske presidenten Charles de Gaulles kabinettschef François Coulet, med vilken hon stannade till hans död 1984 och dog 1987.
Den 18 april 1944 gifte han sig med Mary Evelyn Martin (19 maj 1919 – 10 mars 1978). De fick fem barn:
- Douglas Martin Hogg, 3:e viscount Hailsham, KC, PC (född 5 februari 1945 i New York)
- Dame Mary Claire Hogg, (född 15 januari 1947 i New York)
- Frances Evelyn Hogg, (född 11 november 1949)
- James Richard Martin Hogg (född 1951)
- Katherine Amelia Hogg (född 18 oktober 1962)

Hailsham ärvde Carter's Corner Place, ett 1600-talshus med vidsträckt utsikt över Pevenseys träskmarker och Engelska kanalen, från sin far 1950, och utövade jordbruk där i mer än ett decennium. År 1963 sålde han fastigheten på grund av kostnaderna och för att hans fru tyckte att underhållet var för ansträngande, men han fortsatte att besöka den därefter.
Efter ett lyckligt äktenskap som varade i 34 år omkom Mary framför ögonen på sin man i en ridolycka under ett besök i Sydney, Australien 1978. Hailsham var förtvivlad och klandrade sig själv för att han inte hade påmint henne om att bära hjälm. På hennes gravsten i All Saints, Herstmonceux, Sussex, beskrivs hon som hans "strålande och glada följeslagare".
Den 1 mars 1986 gifte sig Hailsham med Deirdre Margaret Shannon Aft (1928/9–1998), en före detta sekreterare i hans advokatbyrå. Hon var dotter till läkaren Peter Shannon. Hon tog hand om honom på hans ålderdom, men avled före honom 1998.

## Personlighet och funktionshinder
Hailsham behöll något av en smart skolpojkes sätt – sympatisk, irriterande och stökig – under hela sitt liv. Han hade för vana att recitera långa stycken av antik grekisk vers vid olämpliga tillfällen i samtal.
Som ung var Hailsham en ivrig bergsbestigare och bröt båda fotlederna när han klättrade uppför Penninska alperna. Frakturerna (som han felaktigt trodde var stukningar) läkte med tiden. Hailsham förblev fysiskt energisk fram till slutet av medelåldern, och på 1960-talet kunde han ofta ses cykla ostadigt runt i London, klädd i plommonstop och kritstrecksrandig kostym som en advokat. Emellertid brakade båda hans skadade fotleder, som han senare skrev, "ihop inom en vecka från varandra i juni 1974". Därefter kunde han bara gå korta sträckor med hjälp av två käppar. På äldre dagar led han också av ledinflammation.

## Död och arvtagare
Hailsham dog av hjärtsvikt och lunginflammation i sitt hem i Putney Heath, London, den 12 oktober 2001, tre dagar efter sin 94-årsdag. Det adelskap som han hade avsagt sig 1963 ärvdes av hans äldste son Douglas, som då var parlamentsledamot. Till följd av House of Lords Act 1999, som tog bort rätten för de flesta ärftliga pärer att sitta i överhuset, var det inte nödvändigt för honom att avsäga sig sitt ämbete för att förbli ledamot av underhuset.
Liksom sin far och andra medlemmar av familjen begravdes han på kyrkogården i All Saints, Herstmonceux, Sussex.
Hailshams förmögenhet vid sin död värderades vid bouppteckningen till 4 618 511 pund (cirka 7,5 miljoner pund i 2018 års priser).

## Utvärdering och arv
S. M. Cretney hävdar att "Hailsham var en av de mest framstående personligheterna i brittisk 1900-talspolitik. Ingen av hans samtida kombinerade ett så briljant och välutbildat intellekt med en taleförmåga som åtnjöt en så stor dragningskraft. Hans mest anmärkningsvärda framgång kan mycket väl ha varit hans roll i att återuppliva det konservativa partiets framgångar på 1950-talet ... trots detta kan man hävda att Hailshams faktiska prestationer inom politiken misslyckades med att återspegla hans anmärkningsvärda intellektuella kraft och retoriska färdigheter" och att med tanke på hans "känslomässiga och temperamentsmässiga ombytlighet och till och med instabilitet ... det är svårt att göra någon rationell uppskattning av vad en Hailsham-administration skulle ha åstadkommit" om han hade blivit premiärminister 1963.
I Jimmy McGoverns film Sunday från 2002, som skildrade händelserna under Blodiga söndagen och den efterföljande Widgery Tribunal, spelades Hailsham av skådespelaren Oliver Ford Davies.

## Skrifter
Hoggs bok The Left Was Never Right från 1945 var ett våldsamt svar på två böcker i Victor Gollanczs "Victory Books"-serie, Guilty Men av Frank Owen, Michael Foot och Peter Howard, och Your M.P. av Tom Wintringham, båda publicerade under kriget och till stor del i ett försök att misskreditera Tory-parlamentsledamöter som eftergiftspolitiker och krigsprofitörer. Wintringham-boken hade getts ut på nytt inför valet 1945 och var vid den tiden allmänt erkänd som en viktig faktor för att få den allmänna opinionen att vända sig bort från det konservativa partiet. Hoggs bok försökte kontrastera Wintringhams statistik över eftergiftspolitiken med hans egen patriotiska statistik, och hävdade att Labours parlamentsledamöter hade brustit i sina plikter under kriget.
Hans kanske viktigaste bok, Penguin-pocketboken The Case for Conservatism, var ett liknande svar på Labours marscher av parlamentsledamoten John Parker. Publicerad 1947 i efterdyningarna av det förkrossande konservativa valnederlaget 1945, och riktad till massmarknaden och lekmannen, presenterade den ett välskrivet och sammanhängande argument för konservatismen. Enligt boken är konservatismens roll inte att motsätta sig all förändring, utan att motstå och balansera ombytligheten i dagens politiska modenycker och ideologi, och att försvara en mittenposition som omfattar en långsamt föränderlig organisk human traditionalism. Till exempel motsatte sig de konservativa på 1800-talet ofta den förhärskande brittiska liberalismens politik och förespråkade fabriksregleringar, marknadsinterventioner och kontroller för att mildra effekterna av laissez-faire-kapitalismen, men under 1900-talet var konservatismens roll att motsätta sig en skenbar fara från motsatt håll, regleringar, interventioner och kontroller som socialdemokratin gynnade.
Hailsham var också känd för sina skrifter om tro och övertygelse. År 1975 publicerade han sin andliga självbiografi The Door Wherein I Went, som innehöll ett kort kapitel av kristen apologetik, med juridiska argument om bevisen för Jesu liv. Boken innehöll en särskilt gripande passage om självmord. När han var en ung man hade hans halvbror Edward Marjoribanks tagit sitt liv och upplevelsen lämnade Hailsham med en djup övertygelse om att självmord alltid är fel.
Hans skrifter om kristendomen har varit föremål för diskussion i Ross Cliffords skrifter. Hailsham återkom till teman om tro i sina memoarer A Sparrow's Flight (1991), och bokens titel anspelade på kommentarer om sparvar och tro som finns nedtecknade i Bedas Kyrkohistoria och Kristi ord i Matteusevangeliet.